# Jean-François Ducos
Jean-François Ducos (Burdeos, 26 de octubre de 1765- 31 de octubre de 1793) fue un diputado francés, en representación de la Gironda en la Asamblea Legislativa, y en la posterior Convención Nacional.

## Biografía
Era hijo de un comerciante, y fue enviado a Nantes a estudiar comercio. Allí se interesó por la política y la filosofía, uniéndose a varias sociedades, en las que destacó por su patriotismo, lo que le permitió ser elegido diputado de la Asamblea Nacional y posterior Convención, en representación de la Gironda. En la Cámara, se unió a los girondinos, pero tendió puentes a la Montaña, y asumió posiciones destacadas, como los asuntos relativos al monarca Luis XVI, la abolición de la monarquía y los sacerdotes refractarios a la Constitución civil del clero. Fue un virulento opositor de La Fayette. Gracias a la protección que le brindó Marat, logró escapar a una purga el 2 de junio de 1793, pero cayó bajo sospecha debido a sus protestas contra los arrestos y "desapariciones" sumarias. Su nombre apareció en el informe de Amar de 3 de octubre de 1793, y fue condenado a muerte el 9 de brumario del año II. Fue guillotinado el 10 de Brumario, junto con otros girondinos, como su amigo y cuñado Jean-Baptiste Boyer-Fonfrède.
- Datos: Q3165587